# Цифровые коды в китайском языке
Цифровые коды в китайском языке (数字密码) — замещение иероглифов цифрами в чате, при написании SMS и в других случаях, потому что это существенно удобнее для набора на клавиатурах. Широко употребляются китайской молодежью при общении в интернете. В основном посвящены любовной тематике. Например, очень популярен код 520 (我爱你 Я люблю тебя), который часто встречается в названиях сайтов. Но также распространены и нейтральные коды, например, 94 (就是 согласен). Цифровые коды используют присущую китайскому языку развитую омонимию — то есть произношение соответствующего цифрового кода на китайском языке, как правило, похоже на обозначаемую этим числом фразу.